# 耶斯贝克
耶斯贝克（德語：Jersbek）是德国石勒苏益格－荷尔斯泰因州的一个市镇。总面积17.92平方公里，总人口1777人，其中男性888人，女性889人（2011年12月31日），人口密度99人/平方公里。